# Apheleia
Apheleia (grego antigo: Ἀφέλεια) era, na mitologia grega, o espírito e a personificação da facilidade, simplicidade e primitivamente, no bom sentido, dos "bons tempos". Segundo Eustácio, ela tinha um altar na Acrópole de Atenas e foi homenageada como uma das babás de Atena. 